# غيرترود هاردينغ
غيرترود هاردينغ هي نسوية ‏ وسفرجات كندية، ولدت في 1889، وتوفيت في 1977.